# Polystachya laxa
Polystachya laxa är en orkidéart som beskrevs av R.Schust. Polystachya laxa ingår i släktet Polystachya och familjen orkidéer.
Artens utbredningsområde är Guinea. Inga underarter finns listade i Catalogue of Life.